# Metallbildner
Metallbildner ist in Deutschland ein Ausbildungsberuf. Die Ausbildung dauert drei Jahre und gliedert sich in drei Fachrichtungen.

## Fachrichtung Gürtler- und Metalldrücktechnik
Die Fachrichtung Gürtler- und Metalldrücktechnik umfasst unter anderem die Fertigkeiten und Kenntnisse zum Anfertigen von Hohlkörpern aus Metall, Anfertigen und Bearbeiten von Guss- und Formteilen, das Metalldrücken und -verformen, die Anfertigung von für die Drücktechnik notwendigen Drückfuttern, das Drehen und Fräsen, manuelles und maschinelles Schmieden, Montieren von Form- und Gussteilen und Produkten aus der Halbzeugindustrie. Hergestellt werden Produkte wie Leuchten, Türbeschläge, Treppengeländer, Gegenstände des täglichen Gebrauchs, kunsthandwerkliche Artikel. Verwendete Materialien: Messing, Kupfer, Aluminium, Edelstahl. Wichtiger Bestandteil der Tätigkeiten ist die Oberflächenbearbeitung, d. h. die Herstellung von hochwertigen Metalloberflächen durch Schleifen, Polieren, Brünieren, anschließendes Lackieren. Dies bedingt, im Gegensatz zu Metallbauteilen durch Schweißverbindungen, das Konstruieren in Einzelteilen und Zusammensetzen erst mit fertiger Oberfläche. Häufig kommt zusätzlich Galvanik, wie Nickel, Chrom, Gold und PVD-Beschichtungen zum Einsatz. Bauseitige Montagen sowie Aufarbeitungen und Reparaturen bis hin zur Anfertigung von Ersatzteilen für Oldtimerrestaurierungen gehören ebenso zum Berufsbild.

## Fachrichtung Ziseliertechnik
Die Fachrichtung Ziseliertechnik (früher: Ziselieren) legt neben der Herstellung von Hohlkörpern und Gebrauchsartikeln Wert auf deren gestalterische Umsetzung, vor allem auch die Oberflächengestaltung. Dabei werden metallische Oberflächen reliefartig verformt oder mit Nichtmetallen kombiniert. Metallbildner der Fachrichtung Ziseliertechnik fertigen Zier- und Sakralgeräte, aber auch Schmuck aus Edel- und Unedelmetallen, Beleuchtungskörper, Beschläge, Architekturelemente, Tafelgeräte, Pokale und dergleichen als Einzel- oder Serienprodukte.

## Fachrichtung Goldschlagtechnik
Die Fachrichtung Goldschlagtechnik umfasst unter anderem Fertigkeiten und Kenntnisse des Zurichtens von Schlagformen, das Einfüllen von Schlaggut, manuelles und maschinelles Schlagen, Auslegen und Reißen von Blattgold und Blattsilber. (Siehe: Goldschläger)